# Campeonato Africano de Judo de 2011
El XX Campeonato Africano de Judo se celebró en Dakar (Senegal) entre el 14 y el 16 de abril de 2011 bajo la organización de la Unión Africana de Judo.
En total se disputaron dieciséis pruebas diferentes, ocho masculinas y ocho femeninas.

## Resultados

### Masculino
| Evento            | Oro                         | Plata                        | Bronce                                               |
| ----------------- | --------------------------- | ---------------------------- | ---------------------------------------------------- |
| –60 kg            | Mohamed El-Kawisah Libia    | Fraj Dhuibi Túnez            | Moustapha Dione Senegal Salim Atuch Argelia          |
| –66 kg            | Ahmed Awad · Egipto         | Ahmed El-Kawiseh Libia       | Siyabulela Mabulu Sudáfrica Yusef Nuari Argelia      |
| –73 kg            | Gideon van Zyl Sudáfrica    | Husein Hafiz · Egipto        | Larbi Grini Argelia Mamadou Ndiaye Senegal           |
| –81 kg            | Abderahman Benamadi Argelia | Fetra Ratsimiziva Madagascar | Angelo António Angola Safuan Ataf Marruecos          |
| –90 kg            | Amar Benijlef Argelia       | Patrick Trezise Sudáfrica    | Mohamed El-Asri Marruecos Dieudonne Dolassem Camerún |
| –100 kg           | Ramadan Darwish · Egipto    | Anis Ben Jaled Túnez         | Johannes Pretorius Sudáfrica Adil Fikri Marruecos    |
| +100 kg           | Islam El-Shehabi · Egipto   | Faisal Yabalá Túnez          | El-Mehdi Malki Marruecos Mohamed Buaichaui Argelia   |
| Categoría abierta | Islam El-Shehabi · Egipto   | Faisal Yabalá Túnez          | Amar Belgasem Argelia Yalal Benala Marruecos         |

### Femenino
| Evento            | Oro                         | Plata                     | Bronce                                                |
| ----------------- | --------------------------- | ------------------------- | ----------------------------------------------------- |
| –48 kg            | Amani Jalfaui Túnez         | Philomène Bata Camerún    | Wafa Idrisi Chorfi Marruecos Sandrine Ilendou Gabón   |
| –52 kg            | Soraya Hadad Argelia        | Hanan Kerumi Marruecos    | Ngandeu Weyinjam Camerún Raisa Lebomie Gabón          |
| –57 kg            | Hortence Diédhiou Senegal   | Nesria Yelasi Túnez       | Fatima Zohra Ait Ali Marruecos Ratiba Tariket Argelia |
| –63 kg            | Séverine Nébié Burkina Faso | Kahina Saidi Argelia      | Rizlen Zuak Marruecos Fary Seye Senegal               |
| –70 kg            | Huda Miled Túnez            | Antónia Moreira Angola    | Samar Salah · Egipto · Kahina Hadid · Argelia         |
| –78 kg            | Hana Maregni Túnez          | Kauzar Ualal Argelia      | Nada Tarek · Egipto · Audrey Koumba · Gabón           |
| +78 kg            | Nihel Sheij Ruhu Túnez      | Rania El-Kilali Marruecos | Dechantal Fokou Ntolack Camerún Sonia Aselah Argelia  |
| Categoría abierta | Nihel Sheij Ruhu Túnez      | Rania El-Kilali Marruecos | Monica Sagna Senegal Amina Temar Argelia              |

## Medallero
| Núm. | País         | Oro | Plata | Bronce | Total |
| ---- | ------------ | --- | ----- | ------ | ----- |
| 1    | Túnez        | 5   | 5     | 0      | 10    |
| 2    | Egipto       | 4   | 1     | 2      | 7     |
| 3    | Argelia      | 3   | 2     | 9      | 14    |
| 4    | Sudáfrica    | 1   | 1     | 2      | 4     |
| 5    | Libia        | 1   | 1     | 0      | 2     |
| 6    | Senegal      | 1   | 0     | 4      | 5     |
| 7    | Burkina Faso | 1   | 0     | 0      | 1     |
| 8    | Marruecos    | 0   | 3     | 8      | 11    |
| 9    | Camerún      | 0   | 1     | 3      | 4     |
| 10   | Angola       | 0   | 1     | 1      | 2     |
| 11   | Madagascar   | 0   | 1     | 0      | 1     |
| 12   | Gabón        | 0   | 0     | 3      | 3     |
|      | TOTAL        | 16  | 16    | 32     | 64    |